# Harlem (televíziós sorozat)
A Harlem 2021 és 2025 között vetített amerikai vígjátéksorozat, amelyet Tracy Oliver alkotott. A főbb szerepekben Meagan Good, Grace Byers, Shoniqua Shandai, Jerrie Johnson és Tyler Lepley látható.
Amerikában és Magyarországon is
2021. december 3-án mutatta be az Amazon Prime Video.

## Ismertető
Négy barátnő a New York Egyetemen ismerkedtek meg. Napjainkban a harmincas éveikben járó nők Harlemben élnek. A négy nő megpróbálja egyensúlyba hozni a szerelmet, az életet és a munkát.

## Szereplők
| Szereplő         | Színész           | Magyar hang      |
| ---------------- | ----------------- | ---------------- |
| Camille          | Meagan Good       | Hámori Eszter    |
| Quinn            | Grace Byers       | Solecki Janka    |
| Angie            | Shoniqua Shandai  | Nádasi Veronika  |
| Tye              | Jerrie Johnson    | Böhm Anita       |
| Ian              | Tyler Lepley      | Varga Rókus      |
| Isabela          | Juani Feliz       | Vámos Mónika     |
| Eric             | Jonathan Burke    | Kossuth Gábor    |
| Brandon          | Kadeem Ali Harris | Sörös Miklós     |
| Dr. Elise Pruitt | Whoopi Goldberg   | Halász Aranka    |
| Patricia         | Jasmine Guy       | Koncz-Kiss Anikó |
| Robin            | Andrea Martin     | Kovács Nóra      |
| Jameson Royce    | Sullivan Jones    | Egressy G. Tamás |
| Shawn            | Robert Ri'chard   | Hám Bertalan     |
| Anna             | Kate Rockwell     | Vági Viktória    |

### Magyar változat
- Magyar szöveg: Szojka László
- Hangmérnök: Igor Lattes
- Szinkronrendező: Dögei Éva
- Produkciós vezető: Gyarmati Zsolt

A szinkront a Masterfilm Digital készítette.

## Évados áttekintés
| Évad | Évad | Epizódok | Eredeti sugárzás  | Eredeti sugárzás  | Eredeti sugárzás | Magyar sugárzás   | Magyar sugárzás   | Magyar sugárzás |
| Évad | Évad | Epizódok | Évadpremier       | Évadfinálé        | Eredeti adó      | Évadpremier       | Évadfinálé        | Magyar adó      |
| ---- | ---- | -------- | ----------------- | ----------------- | ---------------- | ----------------- | ----------------- | --------------- |
|      | 1.   | 10       | 2021. december 3. | 2021. december 3. |                  | 2021. december 3. | 2021. december 3. |                 |
|      | 2.   | 8        | 2023. február 3.  | 2023. február 24. | 2023. február 3. | 2023. február 24. |                   |                 |
|      | 3.   | 6        | 2025. január 23.  | 2025. február 6.  | 2025. január 23. | 2025. február 6.  |                   |                 |

## Epizódok

### 1. évad (2021)
| #   | #   | Eredeti cím                | Magyar cím          | Rendezte        | Írta                        | Eredeti premier   | Magyar premier    |
| --- | --- | -------------------------- | ------------------- | --------------- | --------------------------- | ----------------- | ----------------- |
| 1.  | 1.  | Pilot                      | A nők királysága    | Malcolm D. Lee  | Tracy Oliver                | 2021. december 3. | 2021. december 3. |
| 2.  | 2.  | Saturn Returns             | A Szaturnusz háza   | Malcolm D. Lee  | Tracy Oliver                | 2021. december 3. | 2021. december 3. |
| 3.  | 3.  | Rainbow Sprinkles          | Fekete Csaj-mágia   | Linda Mendoza   | Azie Dungey                 | 2021. december 3. | 2021. december 3. |
| 4.  | 4.  | Winter Solstice            | Napforduló          | Linda Mendoza   | Njeri Brown                 | 2021. december 3. | 2021. december 3. |
| 5.  | 5.  | Boundaries                 | Aknamező            | Linda Mendoza   | Travon Free                 | 2021. december 3. | 2021. december 3. |
| 6.  | 6.  | Cuffing Season             | Medvevadászat       | Stacey Muhammad | Jess Watson                 | 2021. december 3. | 2021. december 3. |
| 7.  | 7.  | The Strong Black Woman     | Erős és gyámoltalan | Stacey Muhammad | Britt Matt                  | 2021. december 3. | 2021. december 3. |
| 8.  | 8.  | Five Years Ago             | Változott a terv    | Linda Mendoza   | Azie Dungey és Sean Buckley | 2021. december 3. | 2021. december 3. |
| 9.  | 9.  | Secrets                    | Über                | Neema Barnette  | Aeryn Michelle Williams     | 2021. december 3. | 2021. december 3. |
| 10. | 10. | Once Upon a Time in Harlem | Pár tucat koktél    | Neema Barnette  | Tracy Oliver és Scott King  | 2021. december 3. | 2021. december 3. |

## A sorozat készítése
A sorozatot 2019. július 8-án jelentették be. A forgatás a koronavírus-járvány miatt csúszott.
2020. január 14-én jelentették be a főszereplőket. 2021. február 17-én bejelentették, hogy Whoopi Goldberg és Jasmine Guy is szerepel a sorozatban.  2021. március 4-én bejelentettek további szereplőket.
A sorozat producerei Tracy Oliver, Amy Poehler, Kim Lessing, Dave Becky, Pharrell Williams és Mimi Valdés.